# Антонио Филипе Камарао
Дон Антонио Филипе Камарао (порт. António Filipe Camarão; около 1580 — 24 августа 1648, Ресифи, Пернамбуку) — бразильский индеец, военачальник. Участник голландско-португальской войны XVII века.
Национальный герой Бразилии.

## Биография
Вождь индейского племени Потигуары. Родился, вероятно, в капитанстве Рио-Гранде. Его первоначальное племенное имя Потигуасу Поти, что означает «добыча креветки», по другой версии «людоед». Его отец, индейский вождь, с тем же именем, инициировал от имени членов своего народа мирные переговоры с португальцами в конце XVI века. После этого контакты Потигуасу с европейцами стали частыми, особенно с миссионерами-иезуитами. Обучался в иезуитской миссионерской школе. Хорошо знал португальский язык и латынь.
По случаю обращения в христианскую веру 13 июня 1612 года (в день праздника Святого Антония) он выбрал португальскую версию имени Антонио и второе имя Филипе в честь Филиппа III, короля Португалии и Испании, добавив португальскую версию своего племенного имени Поти («Камарао») на португальском (на испанском языке Камарон, Камаран).

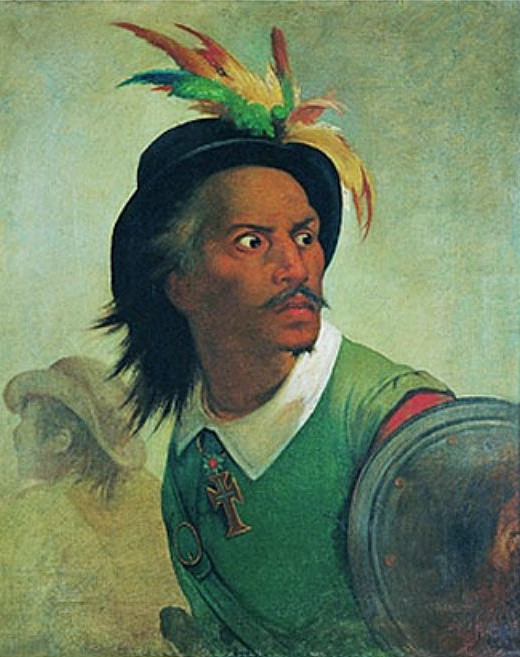
Портрет индейского полководца Антонио Филипе Камарао (1874/1878) кисти художника В. Мейреллиса

С 1630 года сражался против голландских попыток захватить Бразилию, когда Голландская Ост-Индская компания и Голландская Вест-Индская компания воевали по всему миру против Португальской империи. В 1630 году набрал большой отряд из индейцев.
Будучи командиром индейского подразделения, участвовал во многих битвах до своей смерти в 1648 году.
Камарао отличался мастерством в бою и своей храбростью, что приводило его к участию в самых рискованных военных операциях. За эти годы он стал одним из самых известных противников голландских генералов в своём регионе. На перешейке Олинды Камарао столкнулся с войсками генерала Генриха Лонка, имевшего боевой опыт в многочисленных битвах против испанцев в Европе, который вынужден был отступить в страхе попасть в плен. В 1633 году Камарао напал на форт Рита, который защищал Ван Шкоппе, где он снова одержал победу. В 1636 году он также участвовал в важной битве в Сан-Лоренцо.
В конце жизни оказался на вершине военной карьеры в качестве командующего правым флангом Объединенной португальской армии во время битвы за Гуарарапис.
В результате битвы разгром голландской армии был полным.
За отличия по службе и верное служение короне против голландских оккупантов в Бразилии король наградил Антонио Филипе Камарао рыцарским Орденом Христа и пожаловал его титулом Дон. За несколько лет до смерти он получил титул губернатора всех индейцев Бразилии.
После битвы Антонио Фелипе Камарао тяжело заболел лихорадкой от которой и умер.
Похоронен в Пернамбуку (Бразилия) 24 августа 1648 года.